# Satriano di Lucania
Satriano di Lucania – miejscowość i gmina we Włoszech, w regionie Basilicata, w prowincji Potenza. Według danych z 31 grudnia 2016 gminę zamieszkiwało 2345 osób.